# 斯科茨谷 (加利福尼亚州)
斯科茨谷（英語：Scotts Valley），是美国加利福尼亚州聖塔克魯茲縣下属的一座城市。建市于1966年8月2日，面积大约为4.59平方英里（11.9平方公里）。根据2010年美国人口普查，该市有人口11,580人。